# Ternant (Charente-Maritime)
Ternant – miejscowość i gmina we Francji, w regionie Nowa Akwitania, w departamencie Charente-Maritime.
Według danych na rok 1990 gminę zamieszkiwało 215 osób, a gęstość zaludnienia wynosiła 38 osób/km² (wśród 1467 gmin regionu Poitou-Charentes Ternant plasuje się na 783. miejscu pod względem liczby ludności, natomiast pod względem powierzchni na miejscu 1045.).